# Al·lecte
Al·lecte (en llatí Allectus) mort l'any 296 va ser un emperador romà proclamat a Britànnia l'any 293.
Era el prefecte, tresorer i lloctinent de Carausi, que s'havia proclamat emperador l'any 286, al que va matar el 293 i va assumir la porpra imperial durant tres anys. La Gàl·lia Bonònia no el va reconèixer i es va sotmetre a Constanci Clor. L'any 296 Constanci Clor va enviar al general Juli Asclepiòdot amb un exèrcit i una flota, que va derrotar Al·lecte i va sotmetre Britànnia, segons diu Sext Aureli Víctor.
La vila de Branding a l'illa de Wight probablement va pertànyer a Al·lecte és la més gran d'Anglaterra i s'hi van fer excavacions l'any 1880.
Va deixar alguna moneda amb la inscripció IMP. C. ALLECTUS P.F. AUG. Geoffrey de Monmouth inclou Al·lecte en la seva història semi-llegendària, i afirmà que va matar nombrosos partidaris de Carausi per tal de mantenir-se independent de Roma.